# Pseudokatianna zebra
Pseudokatianna zebra är en urinsektsart som beskrevs av John Tenison Salmon 1946. Pseudokatianna zebra ingår i släktet Pseudokatianna och familjen Katiannidae. Inga underarter finns listade i Catalogue of Life.